# Марія Вюртемберзька (1818—1888)
Марія Вюртемберзька, повне ім'я Марія Александріна Августа Вюртемберзька (нім. Marie von Württemberg; 25 березня 1818 — 10 квітня 1888) — принцеса Вюртемберзька, донька герцога Вюртемберзького Євгена та принцеси Вальдек-Пірмонтської Матильди, дружина ландграфа Гессен-Філіпсталю Карла II.

## Біографія
Марія народилась 25 березня 1818 року в Карлсруе, Силезія. Вона стала первістком в родині герцога Вюртемберзького Євгена та його першої дружини Матильди  Вальдек-Пірмонтської, з'явившись на світ за одинадцять місяців після їхнього весілля та незадовго до сімнадцятиріччя матері. За два роки сім'я поповнилася сином Євгеном. Жила родина, переважно, в палаці Карлсруе.
У віці семи років Марія втратила матір. Матильда померла, народжуючи молодшого сина. Батько невдовзі одружився із Оленою Гогенлое-Лангенбурзькою. Від цього його шлюбу у Марії з'явилося четверо зведених братів та сестер: Вільгельм, Александріна-Матильда, Ніколаус та Агнеса.
У віці 27 років Марія вийшла заміж за 42-річного принца Карла Гессен-Філіпстальського. Весілля відбулося 9 жовтня 1845 в Карлсруе. У подружжя народилося двоє синів. 
1849-го до її чоловіка перейшов титул ландграфа Гессен-Філіпстальського. Під час австро-прусської війни 1866 року їхні землі були захоплені Пруссією. За два роки Карл помер, номінальним правителем став їхній син Ернст. Він відмовився від усіх претензій на ландграфство, натомість отримавши у 1880 річний дохід у 300 000 марок та кілька замків.
Померла Марія 10 квітня 1888 у віці 70 років у Філіпсталі. Похована, як і чоловік, на старому цвинтарі міста.

## Родина
Чоловік —  Карл II, ландграф Гессен-Філіпстальський
Діти:
- Ернст (1846—1925) — титулярний ландграф Гессен-Філіпстальський у 1868—1925 роках, одружений не був, дітей не мав;
- Карл (1853—1916).